# Vette Feltrine
Le Vette Feltrine sono il gruppo montuoso più meridionale delle Dolomiti, poste a cavallo tra la provincia di Belluno (Veneto) e la provincia di Trento (Trentino-Alto Adige).

## Caratteristiche
Sono situate nella zona sud-occidentale della provincia di Belluno, in prossimità del confine con il Trentino, che ne include la parte più settentrionale. Sono comprese fra la valle di Primiero (con la laterale val Noana), in provincia di Trento, a nord-ovest, la val di Canzoi ad est e la Conca Feltrina a sud. Le Vette sono inserite nella riserva naturale Vette Feltrine, all'interno del parco nazionale delle Dolomiti Bellunesi, istituito nel 1993, di cui rappresentano la sezione più occidentale.
La vetta principale è il monte Pavione. Il monte, visto dal Primiero, ha una suggestiva forma piramidale. Tra il rifugio Dal Piaz e il monte Pavione, in comune di Sovramonte, è presente un'ampia conca d'alta quota, utilizzata per il pascolo, conosciuta come la Busa delle Vette.
Sulle Vette Feltrine si snoda la parte terminale dell'alta via n. 2 delle Leggende, che, attraversando diverse valli del Trentino-Alto Adige e del Veneto, congiunge Bressanone a Feltre.

A nord delle Vette è presente il gruppo del Cimonega, mentre ad est, visibili dalla Valbelluna, si estendono le vicine vette del gruppo dello Schiara e i Monti del Sole.

## Classificazione
La SOIUSA le definisce come gruppo alpino con la seguente classificazione:
- Grande parte = Alpi Orientali
- Grande settore = Alpi Sud-orientali
- Sezione = Dolomiti
- Sottosezione = Dolomiti di Feltre e delle Pale di San Martino
- Supergruppo = Alpi Feltrine
- Gruppo = Vette Feltrine
- Codice = II/C-31.IV-B.5

## Principali cime

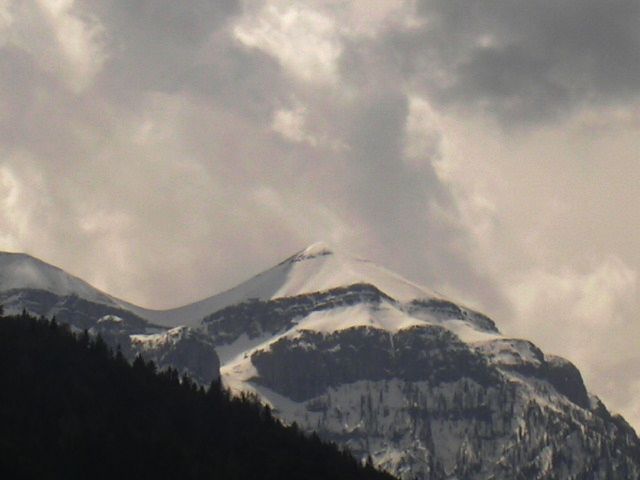
Il Monte Pavione.

- Monte Pavione 2.334 m s.l.m.
- Col di Luna 2.295 m
- Cima Dodici 2.265 m
- Monte Ramezza 2.250 m
- Sasso Scarnia 2.226 m
- Monte Pietena 2.195 m
- Monte Vallazza 2.167 m

## Rifugi alpini
- Rifugio Giorgio Dal Piaz 1993 m. (Accesso principale da Passo Croce d'Aune, dislivello 900–1000 m, 2 ore circa facile su mulattiera)
- Rifugio Bruno Boz 1718 m. (Accesso principale dalla Val Canzoi per Passo Alvis, circa 2,5-3 ore, medio su sentiero)

## Traversata delle Vette - Dal Piaz - Rif. Boz
Croce d'Aune - Rif. Dal Piaz - Busa delle Vette Grandi - Piazza del Diavolo - Sasso Scarnia - Passo Finestra - Rif. Boz - Val Canzoi